# EKOenergie
EKOenergie (angl. EKOenergy) je sdružení 40 nevládních neziskových organizací se sídlem v Helsinkách. Sdružení podporuje rozvoj obnovitelných zdrojů energie a ochranu životního prostředí. Nejvíce viditelným nástrojem sdružení je mezinárodní ekoznačka EKOenergie pro elektřinu z obnovitelných zdrojů.

## Cíle a motivace
- Podpořit rozvoj výroby elektřiny z obnovitelných zdrojů.
- Přispět k ochraně biologické rozmanitosti, přírodních stanovišť a ekosystémů.
- Informovat spotřebitele o elektřině, kterou nakupují a jejím dopadu na životní prostředí.
- Rozvinout spolupráci s jednotlivci, se skupinami a společnostmi, které sdílí ambice EKOenergie a nabídnout jim možnost aktivně se zapojit.
- Podpořit diskuzi o obnovitelných zdrojích a spojit síly s elektrickým odvětvím, environmentálními NNO a dalšími subjekty (např. spotřebitelskými organizacemi, orgány státní správy, atd.)[1].

## Sdružení

### Historie
Finská Norppaenergia byla společně se švédskou Bra Miljöval byla první ekoznačkou pro elektřinu na světě. Norppaenergia byla vytvořena v roce 1998 Finskou asociací na ochranu přírody (The Finnish Association for Nature Conservation (FANC)).
Plán pro mezinárodní ekoznačku elektřiny vznikl v rámci FANC v květnu roku 2010. Krátce poté se do projektu zapojila Bellona z Ruska, Estonský fond pro přírodu (Estonian Nature Fund), Lotyšský fond pro přírodu (Latvian Fund for Nature), Ecoserveis a AccioNatura ze Španělska a v neposlední řadě také 100% Energia Verde a REEF z Itálie. V počátečních fázích rozvoje sdružení podpořil myšlenku také RECS International. Po několika kolech veřejné konzultace schválila Rada EKOenergie 23. 2. 2013 znění oficiálního textu 'EKOenergie – sdružení a ekoznačka".

### Vedení organizace
Vedení organizace se skládá ze správní rady, poradní skupiny a rozhodčí komise. Každá členská organizace EKOenergie jmenuje do správní rady jednoho představitele. Kancelář EKOenergie hostí Finská asociace pro ochranu přírody. Kromě stálých zaměstnanců pracují v sekretariátu také dobrovolníci z Evropské dobrovolné služby a stážisté.

### Členové
Sdružení se skládá ze 40 environmentálních organizací ze 30 států. Mezi členy najdete jedny z největších environmentálních organizací a organizace specializující se na obnovitelné zdroje energie. Všichni členové mají hlasovací právo v radě EKOenergie. Rozhodnutí se přijímají tříčtvrtinovou většinou.

## Ekoznačka

### Požadavky
Ekoznačka EKOenergie je nejvíce viditelným nástrojem sdružení. Ekoznačka je jedinou mezinárodní značkou pro elektřinu ze 100 % obnovitelných zdrojů. Elektřina může být vydávána za EKOenergii, pokud splňuje kritéria, která byla navržena sdružením. Kritéria zahrnují následující aspekty:
- Informovanost spotřebitele
- Udržitelnost
- Informovanost o klimatických změnách
- Monitorování elektřiny a vyvarování se tzv. dvojího započítávání[5]

### Mezinárodní standard
V současnosti EKOnergii prodává více než 20 dodavatelů elektřiny z 12 státu. Webová stránka je dostupná v 38 jazycích. Mezi spotřebiteli najdete jména jako je například Body Shop (ve Finsku), Globe Hope, Jalotofu, Skanska Property Česká republika a Otava Group. Vůbec prvním spotřebitelem, který začal používat elektřinu s ekoznačkou EKOenergie ve své výrobě, byl Plasthill, rodinný podnik ve východním Finsku.

## Výsledky

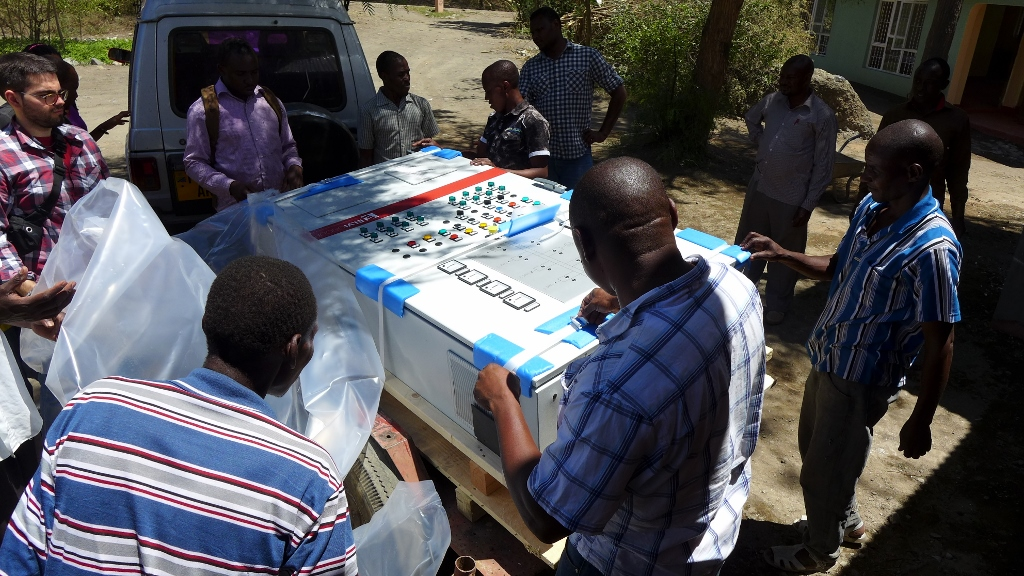
Solar project in Tanzania

Z každé prodané MWh elektřiny EKOenergie putují prostředky do Klimatického Fondu EKOenergie. V případě že se jedná o elektřinu z vodních elektráren, prostředky sponzorují Fond pro Životní prostředí EKOenergie, který snižuje negativní působení vodních elektráren na životní prostředí.

### Klimatický fond
Klimatický fond financuje projekty v oblasti obnovitelných zdrojů. Prvním podpořeným projektem byla solární energie pro Tanzanii. V roce 2011 získala italská NNO Oikos finance od Evropské unie na instalaci malé vodní turbíny blízko střední školy v okrese Meru v severní Tanzanii. Během období sucha a během období zavlažování se často stává, že škola zůstane bez elektřiny. V květnu roku 2014 proto EKOenergie darovala 10 000 € na instalaci 3 kWp solárních panelů na střechu školy. V červnu roku 2015 pak EKOenergie darovala 18 000 € švýcarské organizaci Solafrica na instalaci solárních panelů ve třech školách v jižním Kamerunu  a 28 000 € holandské organizaci HIVOS na instalaci solárních panelů ve dvou školách na indonéském ostrově Sumba.

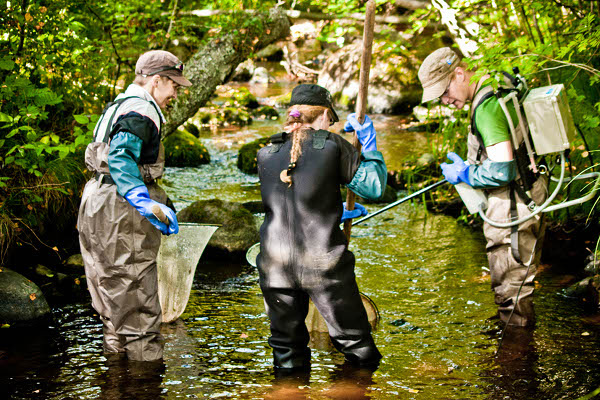
River restorations

### Fond pro životní prostředí
Fond pro životní prostředí financuje projekty na obnovu řek, které snižují negativní působení vodních elektráren na životní prostředí. Sdružení EKOenergie převzalo stávající fond staré finské ekoznačky pro elektřinu, která byla spravována Finskou organizací na ochranu přírody. Od roku 2009 bylo darováno z Fondu pro životní prostředí celkem 564 000 € na různé projekty. Například EKOenergie investovala 50 000 € z tohoto fondu na obnovu populace pstruha a raka říčního v řece Murronjoki ve středním Finsku. Řeka Murronjoki byla zatížena vodní elektrárnou na svém toku a jinými průmyslovými činnostmi, které bránily migraci pstruhů.

## Podpora

### LEED
Evropská větev LEED, Leadership in Energy and Environmental Design, doporučuje používat výhradně elektřinu s ekoznačkou EKOenergie. Šetrné budovy, které usilují o zisk LEED standardu, mohou získat extra body, pokud má elektřina, která je používána v budově, certifikaci EKOenergie. Text “LEED 2009 BD+C Supplemental Reference Guide with Alternative Compliance Paths for Europe” dává EKOenergii stejný status jako americké ekoznačce Green-E. V textu se píše: "EKOenergie reprezentuje nejlepší dostupnou možnost pro udržitelnou spotřebu elektřiny z obnovitelných zdrojů v rámci Evropy. EKOenergie certifikuje elektřinu z obnovitelných zdrojů, která přesahuje předpisy evropských směrnic a národních zákonů v Evropě."

### Greenhouse Gas Protocol
Greenhouse Gas Protocol je celosvětový standard pro vykazování emisí skleníkových plynů. Jedná se o společný projekt World Resources Institute a Světové podnikatelské rady pro udržitelný rozvoj. V lednu roku 2015 zveřejnil sekretariát Greenhouse Gas Protocol pokyny pro kategorii 2, která radí jak vykazovat emise skleníkových plynů. Text odkazuje na EKOenergii několikrát, například kapitola 11 povzbuzující společnosti "udělat více", odkazuje přímo na Klimatický fond EKOenergie.

### CDP
CDP je organizace spolupracující s největšími korporacemi na světě, jež vydává doporučení pro vykazování emisí skleníkových plynů a pomáhá vyvíjet strategii, jak emise snížit. V textu "Technické pokyny pro vykazování emisí kategorie 2" CDP vysvětluje: “Ekoznačky jsou způsobem jako mohou podniky udělat při nákupu více EKOenergie, která je zmiňována v GHG protokolu, takovou volbu umožňuje: je to známka kvality přinášející něco navíc k sledování původu elektřiny. Elektřina prodávaná s ekoznačkou EKOenergie splňuje přísná environmentální kritéria a podporuje fondy, které sponzorují projekty v oblasti obnovitelných zdrojů. Angažovanost, transparentnost a “skutky, ne slova” jsou důležitými principy práce EKOenergie.” 